# Hvannadalshnjúkur
Hvannadalshnjúkur är Islands högst belägna topp, belägen på vulkanen Öræfajökull invid Vatnajökull. Vid utbrott orsakas så kallade jökellopp i området.
Vid mätningar i juli 2005 konstaterades Hvannadalshnjúkur nå 2109,6 m ö.h.